# Horizonte Njinga Mbande

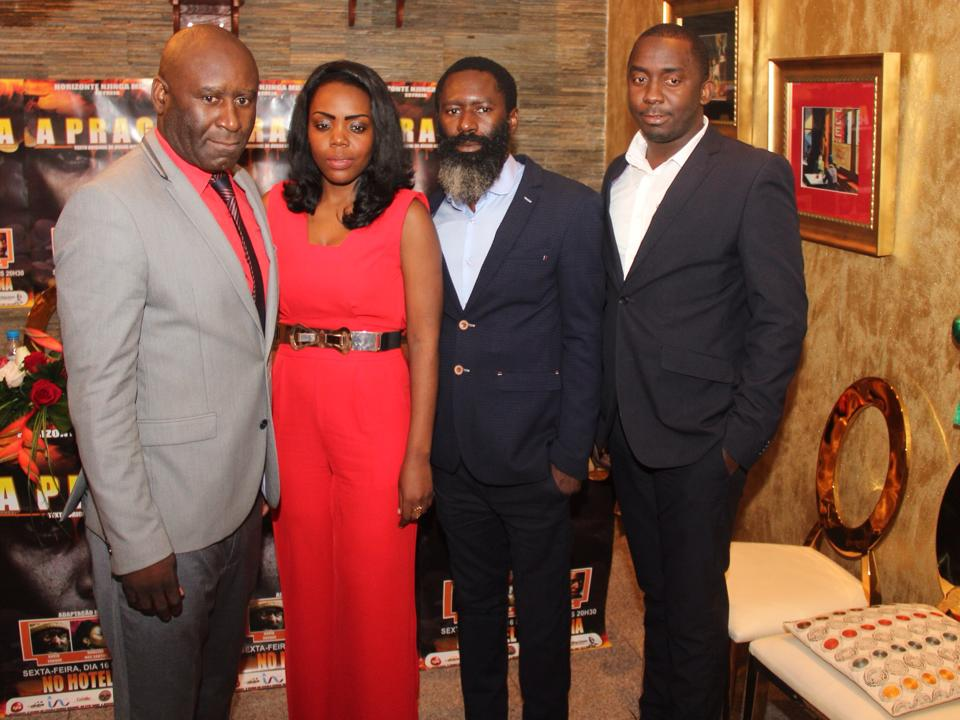
Adelino Caracol, Director da Companhia com os actores, Neusa Marleny, David Enoque e José Galiano.

A Companhia de Artes Horizonte Njinga Mbande é a mais popular companhia de teatro angolana, criada em 1986. Os seus espectáculos de teatro estão entre os mais procurados na capital angolana, Luanda. Tem a sua sede no interior da escola Njinga Mbande, rua da Liga Nacional Africana é constituída por professores e estudantes dos diferentes níveis de ensino subdivididos em três escalões (seniores, juniores e infantis), tem como atividades principais o teatro, a dança, a música, o desenho e a pintura, nunca interrompeu as suas atividades, destacou-se em vários eventos nacionais e internacionais. Tem uma companhia de dança Ballet Njinga Mbande e tem uma escola de formação para atores, operadores de câmeras e editores vídeo e é proprietária de uma produtora audiovisual, uma equipa de futebol denominado njinga sport club e de uma empresa de marketing e acessória de imprensa, produção de elenco e produção de eventos culturais e sociais.

## História
Era o ano de 1980, Adelino Caracol e Ezequiel Issenguele dois jovens que queriam fazer uma série de televisão e escreveram o guião da série O Regresso Marcante, para a estação de televisão local, o projecto foi recusado mas eles já tinham um grupo de jovens estudantes e artistas que não queriam parar de ensaiar, passando assim a encontrar-se regularmente para exercitar quer a música, teatro, dança e pintura na escola que os acolheu Njinga Mbande onde o então diretor José Leitão Ribeiro deu apoio ao grupo de jovens Artistas ainda sem uma denominação.
Precisando de uma denominação, reuniram-se e após várias sugestões após várias prevaleceu a da actriz Celmira Pinto Da Cruz Horizonte Njinga Mbande sendo o horizonte enquanto a circunferência que limita a nossa visão e njinga mbande uma homenagem a Raínha Njinga Mbande e uma referência a escola onde está localizada.
Nascia assim um dos grupos mais premiados ao nível do teatro Angolano. Com esta denominação passou a realizar vários eventos na escola que permitiram e estimularam o surgimento de vários artistas. Entre as suas primeiras representações teatrais, contam-se: Previsões erradas, A importância das coisas sem importância, Fruto do desemprego, Nzadi, Acontecimento e Apelo à paz. Apesar da vinculação à Secretaria de Estado da Cultura, o colectivo procurava o apadrinhamento por alguma instituição ou empresa angolana, para fazer face às múltiplas carências que então ameaçavam a sua evolução. É assim que são recebidos pelo então diretor da Escola Njinga Mbande na época Leitão Ribeiro. 
O colectivo de artes passou a realizar as suas atividades na escola e começou a incluir outras atividades  culturais, como a música, a dança e a moda  nestes espectáculos permitiu e estimulou o surgimento e a promoção de grupos como SSP dos mais influentes grupos de música popular Angola , Ary, Nelboy e o bailarino Felix Fontoura,  fizeram parte do grupo cantores como Sebem, Have C, e Cilana Menjenje, actores como Miguel Sermão, Edusa Chindecase, Hortêncio Bruno, Mauro Edson, Mario Vaz, Sany Neto, Francis Boy, Sandra Gomes, Monia Cirilo, Nestor Goubel, Isabel André, Dalton Boralho.
No ano 2005, o colectivo organizou as apresentações teatrais no auditório da escola Njinga Mbande e até apresente data tem realizado regularmente as suas apresentações teatrais aos feriados e finais de semana.
Desde a sua fundação, o colectivo sempre tem apostado nos escalões de formação tendo as categorias de juvenis, juniores e seniores, com idades entre os 10 e os 43 anos e tem um repertório de 250 peças de teatro entre obras originais e adaptadas, tem apresentado as peças em todo território nacional . uma das peças mais populares é O regressado um retracto cómico sobre a Guerra Em Angola.

## Médicos-palhaços
Em 2012, em parceria com a Fundação Arte e Cultura, o Hospital David Bernardino, e a Embaixada de Israel em Angola, numa iniciativa pioneira em todo o continente africano, o grupo levou médicos-palhaços a vários hospitais da capital angolana. A primeira parte do projeto terminou em 2015, tendo início a segunda fase em 2017. Os médicos-palhaços, todos integrantes do grupo Horizonte Njinga Mbande, receberam formação dada por especialistas de Israel, país onde este projeto se encontra particularmente desenvolvido, envolvendo mais de uma centena de médicos-palhaços em três dezenas de hospitais.

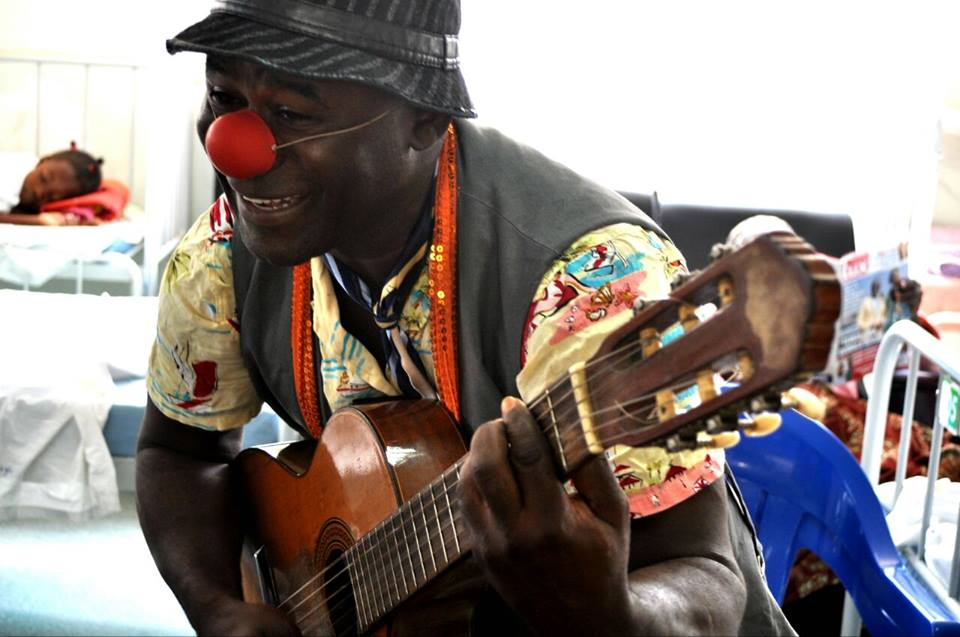
Jeremias Caracol, um dos grandes dinamizadores do projecto médicos palhaços em Angola

## Premiações
A companhia já recebeu vários prémios em Angola nomeadamente:
3.º Classificado no Fenacult 89 – organizado pelo ministério da cultura.com a peça “Jinga a Rainha da União”.
Em 2007, venceu o Prémio Nacional de Cultura e Artes. instituído pelo Ministério da Cultura.
Vencedor do prémio nacional de cultura e artes Angola 30 anos na categoria do teatro edição única em 2006.
Em 2012, o grupo venceu o Prémio Angola 35 Graus, na categoria de Cultura e Arte.
Vencedor de duas edições do Prémio DSTV Angola, grupo mais popular. 
Vencedor do concurso de poesia encenada 1.º edição.

## Membros Do Colectivo
O colectivo, tem vários integrantes, mas á direção é composta por: Adelino Caracol, David Enoque Caracol, Nario Sá Pinto, Damião Kuvula, Aldemiro Benjamin, Jeremias Caracol, José Galiano que desempenham várias funções administrativas e fazem parte do elenco principal, entre as atrizes destaca-se Neusa Marlene Dos Santos atriz que participou do projeto P Stage

## Eventos nacionais e internacionais que participou
Participação no 1.º, 2.º e 3.º encontro nacional de teatro.
Participação em várias edições do prémio Cidade de Luanda.
Participação no FENACULT 89 em Benguela
Participação no concurso de poesia encenada 1.º edição realizada pela JMPLA.
Participação em 3 edições do Prémio DSTV Angola.
Participação na FENAPRO 2003 (Feira de Produção Nacional).
Participação nas festividades das províncias de Malanje, Kuanza Sul, Kuanza Norte, Cabinda, Bengo e Benguela.
Participação no concurso Miss Luanda 2002 realizado pelo Comité Miss Angola e produzido pela Rubem Produções.
Participação na campanha de sensibilização sobre O Eclipse Total do Sol, promovido pelo Ministério da Juventude e Desporto.
Participação na atividade cultural a quando a visita de sua excelência Sr. Durão Barroso ( ex Presidente da União Europeia) a Angola.
Participação nas atividades culturais de preparação do congresso do MPLA.

##### Eventos Internacionais
Participação no FESTIVAL DE TEATRO PARA O DESENVOLVIMENTO DO BURKINA-FASO.
Participação no FESTIVAL DA JUVENTUDE NA COSTA DA CAPARICA EM PORTUGAL.
Participação na 1.ª SEMANA DO TEATRO ANGOLANO NA NAMÍBIA.
Participação no FITEI 92 NO PORTO / PORTUGAL.
Participação no FESTIVAL DE TEATRO INTIMISTA DOS PAÍSES DE LÍNGUA PORTUGUESA EM HAMMERES- PORTO
Participação no FESTLIP – FESTIVAL DE TEATRO DOS PAÍSES DE LÍNGUA PORTUGUESA
Participação no ELINGA TEATRO FESTIVAL INTERNACIONAL DE TEATRO E ARTES
Participação no FESTIVAL INTERNACIONAL DE TEATRO ALTERNATIVO DE JEAN COM EL ESPANHA
Participação nas conferências internacionais do Teatro africano na Cidade do Cabo (Africa do Sul), 2012 e em 2016 em Abuja (Nigéria) 
Participação no Projeto P stage (seleção de atores do Brasil, Portugal, Moçambique, Angola, Cabo Verde, São Tomé)
Protocolo de Intercâmbio com Secretária do Estado da Cultura do Rio de Janeiro e a Escola Martins Pena.

## Intercâmbio Cultural com várias companhias e personalidades
Dos vários intercâmbios internacionais, ressalta-nos o intercâmbio com a célebre atriz Susana Vieira que em 2011 participou do vídeo promocional da escola e resolveu apadrinhar o curso de formação de atores para teatro televisão e cinema. Após a gravação do vídeo a altriz ainda fez questão de deslocar-se a Angola no dia 8 de outubro para celebrar o aniversário da companhia e para leccionar no curso de atores.  Suns  - Sul-africana (Cidade do Cabo) no período de dezembro de 2006 a janeiro de 2007.
Grupo de Teatro Entrou Por esta Porta (Brasil)
Bando Oludum  (Brasil)
Trigo Limpo (Portugal)
Teatro Reator (Portugal – Porto)

#### Naif Theatre (França)Companhia ACB (Brasil)
Companhia Mutumbela Gogo (Moçambique)
Companhia Gala zul (Moçambique)
Companhia Girassol (Moçambique)

## Projectos Realizados
Projetos Noites de Teatro as quarta-feira no Cine Alfa 1(projeto de promoção teatral que se realizava semanalmente as quarta-feira no cine Alfa1).
Projeto Sorriso dos Kandenguês (projecto de carácter infantil que visa ensinar, promover e incentivar a camada infantil em todas as vertentes da cultura angolana.) 
Projeto médicos palhaços (dreen doctors)
Projeto Noites de Teatro na Casa 70
(Projeto de promoção do teatro realizada mensalmente na casa 70)
Projeto LIANGOTEATRO (Projeto que tem como finalidade incentivar a juventude a aderirem o habito da leitura e o teatro, um casamento perfeito entre a literatura e o teatro exibido semanalmente no auditório Njinga Mbande.) 
Projeto Reference Vip (Projeto de formação de atores para teatro, televisão e cinema com participação de docentes Angolanos, Portugueses, Brasileiros e Cubanos)
Projeto Fórum Provincial de Teatro (projeto de discussão e debates sobre várias situações do teatro Angolano, um espaço para desenvolvimento para o teatro.) 
Projecto Gala de Teatro (TPA, RNA e Horizonte Njinga Mbande)

## Alguns Projectos Por Realizar
FETEIA – Festival Internacional de Teatro angolano
FORNATE – Fórum Nacional de Teatro
F.T.A. – Feira do Teatro Nacional
Projeto SOS COMUNIDADE.